# ユメセカイ
「ユメセカイ」は、戸松遥の9枚目のシングル。2012年7月25日にミュージックレインから発売された。 また、藍井エイルによるカバーがシングル「虹の音」のB面に収録され、2014年1月1日にSME Recordsから発売された。

## 概要
前作「Oh My God♥」から約1年ぶりのリリースであり、2012年1作目の作品。本作の発売は2012年5月26日にグランキューブ大阪で開催された戸松が所属している声優ユニットであるスフィアのコンサートツアー『〜Sphere's orbit live tour 2012〜』で発表された。
表題曲「ユメセカイ」は、テレビアニメ『ソードアート・オンライン』アインクラッド編のエンディングテーマに起用された。戸松のシングル表題曲がテレビアニメの主題歌に起用されるのは前々作「Baby Baby Love」から3作連続。
初回生産限定盤・通常盤・SAO盤（期間限定盤）の3種リリースであり、初回生産限定盤にはDVDが封入されており、表題曲「ユメセカイ」のPVと本作のコマーシャルメッセージの15秒バージョン・30秒バージョンが収録されている。SAO盤（期間限定盤）のディスクジャケットはアニメ絵柄デジパック仕様になっており、原作の挿絵担当abec描き下ろしによるアスナのイラストが描かれている。また、全形態の初回生産分にはID付応募チラシが封入されており、デジパック仕様になっている。

## チャート成績
2012年8月6日付のオリコン週間シングルチャートで13位を獲得。初動売上は1.3万枚を記録したがTOP10入りはならなかった。
オリコンデイリーチャートでは、7月24日付で14位、7月25日付で最高位の12位、7月26日・28日付で13位、27日付で14位、29日付けで19位、30日付で17位を獲得し、7日連続でTOP20入りを果たした。また、2012年7月度のオリコン月間シングルチャートで41位を獲得した。推定売上枚数は1.5万枚を記録した。
2012年8月6日付のBillboard JAPAN HOT 100で45位、Billboard JAPAN Hot Singles Salesで11位、Billboard Hot Animationで6位を獲得した。また、2012年8月4日放送分のCOUNT DOWN TV内のThis Week's TOP 100では19位を獲得した。

## 批評
CDジャーナルは、「柔らかさと透明感のあるミディアムソング。カップリング曲の「Issai Gassai」は、チアリーディング風の掛け声が楽しい、彼女のおちゃめな一面が楽しめる一曲。」と評した。

## 収録曲
全編曲：古川貴浩
1. ユメセカイ [4:49]
作詞：古屋真、作曲：南田健吾
テレビアニメ『ソードアート・オンライン』アインクラッド編エンディングテーマ
起用された『ソードアート・オンライン』の世界観を意識した曲であり[1][6]、レコーディングでは戸松が演じるアスナの心情を表現しながら行い[7]、ディレクターからは「大人な雰囲気」という指示を受けたと語っている[8]。また、詞は夢と希望を手放したくないという気持ちを描いている[9]。
シングル表題曲では初のバラード曲であるので[1]、歌の表現に意識的な問題で苦労したという[9]。
2. Issai Gassai [3:58]
作詞・作曲：古川貴浩
ライブで盛り上がると感じたアップテンポの曲であり[6]、レコーディングはテンション高めで挑んだという[9]。「一切合切」という四字熟語がキーワードになっている[6]。
3. ユメセカイ（Instrumental）

DVD（初回生産限定盤のみ同梱）
1. ユメセカイ（Music Clip）
2. ユメセカイ（TV Spot 15sec+30sec）

## 収録作品

### 収録アルバム
| 発売日        | アルバムタイトル | 備考                  |
| ユメセカイ    | ユメセカイ       | ユメセカイ            |
| ------------- | ---------------- | --------------------- |
| 2013年1月16日 | Sunny Side Story | 2ndオリジナルアルバム |
| Issai Gassai  |                  |                       |
| 2013年1月16日 | Sunny Side Story | 2ndオリジナルアルバム |

### カバー
| 発売日       | 楽曲       | 備考                   |
| ------------ | ---------- | ---------------------- |
| 2014年1月1日 | ユメセカイ | 藍井エイルによるカバー |

### 映像作品
| 曲名         | 発売日         | 映像作品タイトル                                       | 備考                        |
| ------------ | -------------- | ------------------------------------------------------ | --------------------------- |
| ユメセカイ   | 2013年10月30日 | 戸松遥 second live tour 「Sunny Side Stage!」          | 戸松遥2作目のライブ映像作品 |
| ユメセカイ   | 2016年2月17日  | 戸松遥 3rd Live Tour 2015 “Welcome!Harukarisk*Land!!!” | 戸松遥3作目のライブ映像作品 |
| Issai Gassai | 2013年10月30日 | 戸松遥 second live tour 「Sunny Side Stage!」          | 戸松遥2作目のライブ映像作品 |